# Eravaciklin
Eravaciklin (pod tržnim imenom Xerava, prvotno poimenovan TP-434) je novejši, sintetičen tetraciklinski antibiotik, ki je strukturno podoben tetraciklinu. Ameriški Urad za hrano in zdravila in Evropska agencija za zdravila sta ga odobrila za zdravljenje zapletenih okužb v trebuhu.
Učinkovit je proti širokemu naboru grampozitivnih in gramnegativnih ter anaerobnih bakterij, z izjemo P. aeruginosa in B. cepacia.
Daje se parenteralno, dvakrat dnevno, v obliki kapalne infuzije.

## Klinična uporaba
Uporablja za zdravljenje zapletenih okužb v trebušni votlini pri odraslih.

### Spekter delovanja
Eravaciklin ima zelo širok spekter delovanja in je učinkovit proti številnim bakterijam, sicer večkratno odporne proti drugim antibiotikom, vključno s proti meticilinu odpornim Staphylococcus aureus (MRSA) in proti karbapenemuom odpornimi enterobakterijami. Učinkuje proti večini bakterij, katerih odpornost proti drugim antibiotikom posredujejo črpalke, ki izločajo antibiotik iz celice, ki vsebujejo ribosomske mehanizme odpornosti ali ki izločajo betalaktamaze. Eravaciklin pa ni učinkovit zoper P. aeruginosa in B. cepacia.

## Neželeni učinki
Najpogostejši neželeni učinki eravaciklina so tromboflebitis (vnetje ven, ki ga povzroči krvni strdek), flebitis (vnetje vene), slabost, bruhanje in reakcije na mestu infundiranja (pordelost kože, zmanjšan občutek za dotik in bolečino).